# 波涛会
波涛会（はとうかい）は、創価学会の船舶業界に従事している船員などが所属している職業別の人材グループである。

## 概要
創価学会に所属している船舶業界に従事している船員などで構成されており、創価学会の理念や歴史を学び、それらを地域や社会に広げるためにボランティアで活動している。
波涛会は各地域で写真展を開催している。